# Austfonna

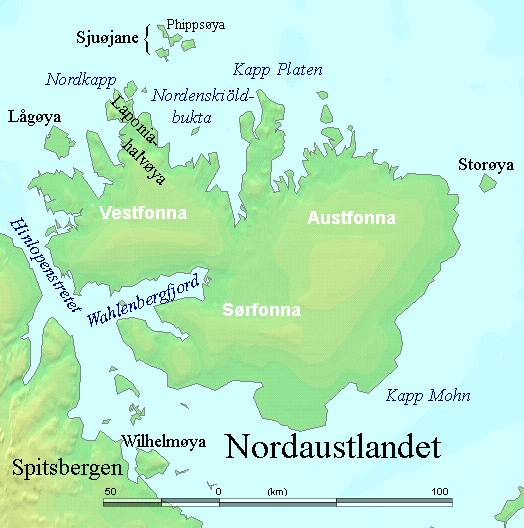
Localização do Austfonna em Nordaustlandet

Austfonna é uma calota de gelo situada no sul da ilha de Nordaustlandet, no noroeste de Svalbard, Noruega.
O Austfonna situa-se em 79°45'N, 24°30'E, tem uma área de 8120 km², e é a maior calota de gelo da Europa a seguir ao Vatnajökull na Islândia, e a sétima maior do mundo.

Tem 1900 km³ de volume, e a sua espessura máxima é de 560 metros, com a altitude máxima de 800 m.
Em norueguês, Aust tem a mesma origem que Øst (Leste), e Fonna é um sinónimo de Bre (glaciar/geleira). Por consequência, Austfonna significa "Glaciar Oriental" ou "Geleira Oriental", sendo também conhecido como East Ice, Groote Ys Berg e Öst-isen.